# Karesuando församling
Karesuando församling är en församling i Norra Norrbottens kontrakt i Luleå stift. Församlingen ligger i Kiruna kommun i Norrbottens län och ingår i Kiruna pastorat.

## Administrativ historik
Församlingen bildades 25 oktober 1602 genom en utbrytning ur Övertorneå församling. Detta skedde i samband med att en kyrk- och marknadsplats anlades i Enontekis, närmare bestämt i Markkina (vilket betyder marknadsplats på finska) vid Könkämäälven strax väster om Karesuando.
Namnet var då Torne lappförsamling, Tenotekl församling eller Enontekis församling och sträckte sig då långt in i dagens norra Finland. 20 oktober 1606 utbröts Simojärvi församling (Jukkasjärvi) och 26 september 1673 Kautokeino och Utsjoki församlingar (dessa i nuvarande Finland). Efter att Finland blev ett eget rike 1809 kom Enontekis församling att ha sin kyrka i Finland, och 1813 delades församlingen och delen i Sverige blev då en utbrytning som inledningsmässigt fortsatt kallade Enontekis församling som till 25 oktober 1907 användes parallellt med Karesuando församling.
Den 1 januari 1995 överfördes ett område med 9 personer från Karesuando församling till Vittangi församling.

### Pastorat
- Från 25 oktober 1602 till 20 oktober 1606: Moderförsamling i pastoratet Enontekis och Kemi lappmark.
- 20 oktober 1606 till 1615: Moderförsamling i pastorat Enontekis, Kemi lappmark och Simojärvi.
- 1614 till 1647: Annexförsamling i pastoratet Nedertorneå, Enontekis och Simojärvi.
- 1647 till 26 september 1673: Annexförsamling i pastoratet Nedertorneå, Enontekis, Simojärvi och Torneå.
- 26 september 1673 till 1747: Annexförsamling i pastoratet Jukkasjärvi och Enontekis.
- 1747 till 1810: Eget pastorat.
- 1810 till 1813: Moderförsamling i pastoratet Enontekis och Muonio (i Finland).
- 1813 till 2014: Eget pastorat.[6]
- Från 2014: Församlingen ingår i Kiruna pastorat.[7]

## Kyrkobyggnader
- Karesuando kyrka

## Befolkningsutveckling
| Befolkningsutvecklingen i Karesuando församling 1805–2015 | Befolkningsutvecklingen i Karesuando församling 1805–2015 | Befolkningsutvecklingen i Karesuando församling 1805–2015 | Befolkningsutvecklingen i Karesuando församling 1805–2015 | Befolkningsutvecklingen i Karesuando församling 1805–2015 |
| --- | --------------------------------------------------------- | --------------------------------------------------------- | --------------------------------------------------------- | --------------------------------------------------------- |
| |                                                           |                                                           |                                                           |                                                           |
| År |                                                           |                                                           | Folkmängd                                                 |                                                           |
| 1805 | 1805                                                      |                                                           | 434                                                       |                                                           |
| 1810 | 1810                                                      |                                                           | 443                                                       |                                                           |
| 1820 | 1820                                                      |                                                           | 668                                                       |                                                           |
| 1830 | 1830                                                      |                                                           | 666                                                       |                                                           |
| 1840 | 1840                                                      |                                                           | 771                                                       |                                                           |
| 1850 | 1850                                                      |                                                           | 895                                                       |                                                           |
| 1860 | 1860                                                      |                                                           | 1 239                                                     |                                                           |
| 1870 | 1870                                                      |                                                           | 1 364                                                     |                                                           |
| 1880 | 1880                                                      |                                                           | 1 293                                                     |                                                           |
| 1890 | 1890                                                      |                                                           | 1 348                                                     |                                                           |
| 1900 | 1900                                                      |                                                           | 1 266                                                     |                                                           |
| 1910 | 1910                                                      |                                                           | 1 198                                                     |                                                           |
| 1920 | 1920                                                      |                                                           | 1 186                                                     |                                                           |
| 1930 | 1930                                                      |                                                           | 1 086                                                     |                                                           |
| 1935 | 1935                                                      |                                                           | 1 152                                                     |                                                           |
| 1940 | 1940                                                      |                                                           | 1 229                                                     |                                                           |
| 1945 | 1945                                                      |                                                           | 1 225                                                     |                                                           |
| 1950 | 1950                                                      |                                                           | 1 328                                                     |                                                           |
| 1955 | 1955                                                      |                                                           | 1 425                                                     |                                                           |
| 1960 | 1960                                                      |                                                           | 1 445                                                     |                                                           |
| 1965 | 1965                                                      |                                                           | 1 444                                                     |                                                           |
| 1970 | 1970                                                      |                                                           | 1 295                                                     |                                                           |
| 1975 | 1975                                                      |                                                           | 1 188                                                     |                                                           |
| 1980 | 1980                                                      |                                                           | 1 169                                                     |                                                           |
| 1985 | 1985                                                      |                                                           | 1 220                                                     |                                                           |
| 1990 | 1990                                                      |                                                           | 1 306                                                     |                                                           |
| 1995 | 1995                                                      |                                                           | 1 228                                                     |                                                           |
| 2000 | 2000                                                      |                                                           | 1 135                                                     |                                                           |
| 2005 | 2005                                                      |                                                           | 1 078                                                     |                                                           |
| 2010 | 2010                                                      |                                                           | 985                                                       |                                                           |
| 2015 | 2015                                                      |                                                           | 895                                                       |                                                           |
| Anm: För åren 1805-1945: befolkning enligt folkräkning 31 december enligt den administrativa indelningen den 1 januari följande år. 1950 avser befolkning enligt folkräkning den 31 december enligt den administrativa indelningen den 1 januari 1952. 1955 avser den kyrkobokförda befolkningen den 31 december enligt den administrativa indelningen den 1 januari följande år. 1960, 1965 och 1970 avser befolkning enligt folkräkning den 1 november enligt den administrativa indelningen den 1 januari följande år. För åren 1975-2015: befolkning enligt 31 december enligt den administrativa indelningen den 1 januari följande år. Sedan 1 januari 2016 sker inte folkbokföring per församling och därmed kan det hända att vissa personer inte ingår i församlingens folkmängd då de är skrivna på den fiktiva fastigheten På kommunen skriven som inte delas upp på församlingsnivå då de inte kunnat folkbokföras på en särskild befintlig fastighet. Den totala befolkningen i Svenska kyrkans församlingar är därför något lägre än den totala befolkningen i riket. |                                                           |                                                           |                                                           |                                                           |

## Kyrkoherdar
| Ämbetstid          | Namn                    | Levnadstid | Övrigt                                      |
| ------------------ | ----------------------- | ---------- | ------------------------------------------- |
| 1813–1826          | Zacharias Grape         | 1785–1847  | Senare kyrkoherde i Överkalix församling.   |
| 1826–1849          | Lars Levi Læstadius     | 1800–1861  | Senare kyrkoherde i Pajala församling.      |
| 1849–1855          | Fredrik Engelmark       | 1806–1866  | Senare skolmästare i Gällivare.             |
| 1856–1874          | Johan Curtelius         | 1826–1895  | Senare kyrkoherde i Gällivare församling.   |
| 1874–1881          | Frans Vilhelm Lidström  | 1847–1901  | Senare kyrkoherde i Jukkasjärvi församling. |
| 1881–1887          | Johan Anton Nyman       |            | Senare kyrkoherde i Nedertorneå församling. |
| 1887–1892          | Isak Johansson          | 1853–1911  | Senare kyrkoherde i Jukkasjärvi församling. |
| 1902–1915          | Vitalis Karnell         | 1862–1921  |                                             |
| 1915–1923          | Hjalmar Westeson        | 1884–1959  |                                             |
| 1927–1944          | Karl Einar Bohlin       |            |                                             |
| 1944–1951          | Karl Gustaf Hasselbrink |            |                                             |
| 1951–1963          | Stefan Magnus Tornéus   |            |                                             |
| 1963–tidigast 1981 | Georg Gripenstad        |            |                                             |